# 삼척도호부 관아지
삼척도호부 관아지(三陟都護府 官衙址)는 대한민국 강원특별자치도 삼척시 성내동에 소재한 조선시대 지방 행정기관(삼척도호부) 및 의례공간(객사) 건물군이 있던 지역이다. 바로 옆에 보물 제213호 죽서루(竹西樓)와 명승 제28호 오십천(五十川)이 있다.
2010년부터 2016년까지 4차례에 걸친 발굴조사를 통해 객사, 동헌, 내아 등의 주요 건물지가 확인되었다. 삼척읍성 남문 위치, 체성부(體城部, 성벽 본체) 등이 확인됨에 따라 역사적, 학술적 가치를 인정 받아서 문화재청 공고에 따라 사적으로 지정되었다.

## 삼척 객사
삼척도호부에 설치되어 있던 객사(客舍)를 말한다. 삼척 객사 명칭은 진주관(眞珠觀)이다. 2022년 4월 현재 객사 권역 복원 공사가 진행중에 있다.

## 삼척 동헌
조선시대 삼척도호부의 수령이 공무를 보던 청사, 즉 동헌(東軒)과 내아(內衙)를 말한다. 객사 복원을 완료한 후, 동헌 일부에 대한 복원이 예정되어 있다.

## 같이 보기
- 죽서루 (보물 제213호)
- 오십천 (명승 제28호)